# Кагава, Кёко
Кёко Кагава (яп. 香川 京子 Кагава Кё:ко, род. 5 декабря 1931 года, Токио) — японская актриса кино и телевидения. Наиболее известна по ролям в фильмах «Токийская повесть», «Управляющий Сансё», «Рай и ад». Всего снялась более чем в 118 картинах.

## Биография и карьера
Кёко Кагава родилась и выросла в Токио. Первоначально хотела стать балериной. После победы в конкурсе красоты получила предложение от киностудии и начала карьеру актрисы. Первую значительную роль получила в фильме «Вылететь из окна» (яп. 窓から飛び出せ) в 1950 году.
Роль младшей дочери пожилой пары из «Токийской повести» сделала актрису японской знаменитостью в 1952 году. В следующем году Кёко Кагава получила одну из ведущих ролей в фильме «Управляющий Сансё», получившем «Серебряного льва» на Венецианском фестивале. В дальнейшем она снималась в нескольких фильмах Акиры Куросавы: «Плохие спят спокойно», «Рай и ад», «Красная борода».
В 1965 году Кёко Кагава вышла замуж и последовала за своим мужем в Нью-Йорк. После возвращения в Японию она больше появлялась на телевидении, чем в кино. Среди её поздних работ в кино — роль жены профессора Хяккэна Утиды в последнем фильме Куросавы «Ещё нет».
В 2011 году Национальный музей современного искусства в Токио отметил вклад актрисы в японский кинематограф выставкой «Кёко Кагава, киноактриса», сопровождавшейся ретроспективой фильмов с её участием.

## Избранная фильмография
| Год  |   | Русское название                                                | Оригинальное название     | Роль                 |
| ---- | - | --------------------------------------------------------------- | ------------------------- | -------------------- |
| 1952 | ф | Мать                                                            | おかあさん                | Тосико Фукухара      |
| 1953 | ф | Памятник лилиям                                                 | ひめゆりの塔              | Фуми Уэхара          |
| 1953 | ф | Токийская повесть                                               | 東京物語                  | Кёко Хираяма         |
| 1953 | ф | Любовное письмо                                                 | 恋文                      | Ясико                |
| 1954 | ф | Управляющий Сансё                                               | 山椒大夫                  | Андзё                |
| 1954 | ф | Календарь женщины                                               | 女の暦                    | Мие Хюга             |
| 1954 | ф | Распятые любовники                                              | 近松物語                  | Осан                 |
| 1954 | ф | Огонёк                                                          | ともしび                  | сестра Сэнты         |
| 1956 | ф | Бронзовый Христос                                               | 青銅の基督                |                      |
| 1956 | ф | Внезапный ливень                                                | 驟雨                      | Аяко                 |
| 1957 | ф | Осакская повесть                                                | 大阪物語                  | Онацу                |
| 1957 | ф | На дне                                                          | どん底                    | Окаё                 |
| 1959 | ф | Рождение Японии                                                 | 日本誕生                  | принцесса Миядзу     |
| 1960 | ф | Плохие спят спокойно                                            | 悪い奴ほどよく眠る        | Ёсико Ивабути (Ниси) |
| 1961 | ф | Сказание о замке Осака                                          | 大阪城物語                | Аи                   |
| 1963 | ф | Рай и ад                                                        | 天国と地獄                | Рэйко Гондо          |
| 1965 | ф | Красная борода                                                  | 赤ひげ                    | сумасшедшая          |
| 1979 | ф | Мужчине живётся трудно. Фильм 24: Весеннее сновидение Торадзиро | 男はつらいよ 寅次郎春の夢 | Кэйко Такаи          |
| 1993 | ф | Ещё нет                                                         | まあだだよ                | жена профессора      |
| 1998 | ф | После жизни                                                     | ワンダフルライフ          | Кёко                 |

### Награды
- 1991: Премия Кинэма Дзюмпо за лучшую роль второго плана (фильм «Повесть о Сикибу[яп.]»)
- 1993: Кинопремия «Майнити» (фильм «Ещё нет»)
- 1993: Премия «Голубая лента» (фильм «Ещё нет»)
- 1994: Премия Японской киноакадемии за лучшую роль второго плана (фильм «Ещё нет»)
- 1998: Медаль почёта с пурпурной лентой
- 2004: Орден Восходящего солнца 4-й степени
- 2008: Премия Кавакита[яп.]
- 2011: Награда ФИАФ